# Mount Henry Lucy
Mount Henry Lucy är ett berg i Antarktis. Det ligger i Östantarktis. Nya Zeeland gör anspråk på området. Toppen på Mount Henry Lucy är 3 300 meter över havet, eller 560 meter över den omgivande terrängen. Bredden vid basen är 4,2 km.
Terrängen runt Mount Henry Lucy är kuperad åt sydost, men åt nordväst är den bergig. Trakten är obefolkad. Det finns inga samhällen i närheten.